# Historisches Museum Wolodymyr-Wolynsky
Das Historische Museum Wolodymyr-Wolynskyj (ukrainisch Володимир-Волинський історичний музей Wolodymyr-Wolynskyj istorytschnyj musej, wiss. Transliteration Volodymyr-Volynsʹkyj istoryčnyj muzej) ist ein Geschichtsmuseum der Stadt Wolodhymyr in der Oblast Wolhynien in der Ukraine.

## Geschichte

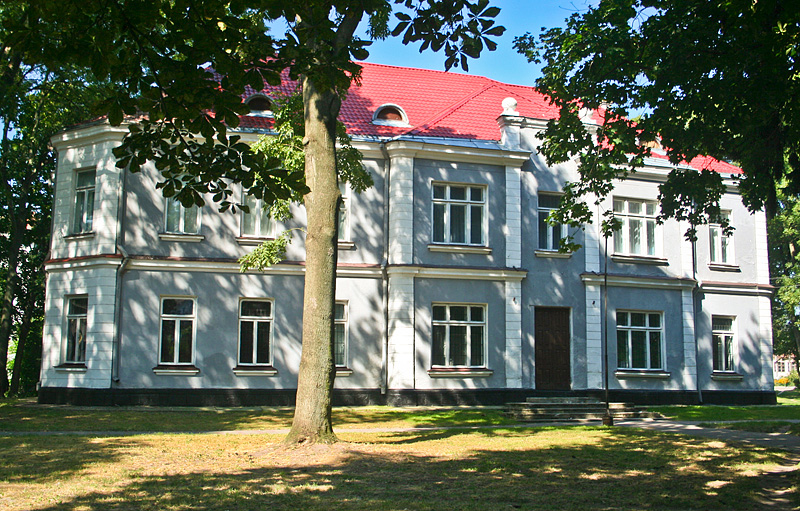
Fassade des Museums, 2012

Das Historische Museum Wolodymyr-Wolynsky besitzt eine der ältesten Sammlungen von wolhynischen Antiquitäten. Es wurde im Jahr 1887 gegründet. Die Gemeinde Wolodymyr-Wolynsky gründete diese Sammlung, um die Geschichte zu bewahren und die wissenschaftliche Forschung zu fördern. Zu Beginn des zwanzigsten Jahrhunderts umfasste die Sammlung unter anderem Bücher mit gebrochener Schrift, Manuskripte (darunter ein Neues Testament aus dem sechzehnten Jahrhundert), Ikonen und Münzen. Das Museum wurde von einem begeisterten regionalen Ethnographen geleitet, dem Adligen O. M. Dwernyzkyj (1838–1906), dem Leiter der St.-Wolodymyr-Gemeinde.
Während des Ersten Weltkriegs wurden viele Gegenstände in die Museen von Charkiw gebracht. In der Zeit zwischen dem Ersten und dem Zweiten Weltkrieg zog das Museum in die Gebäude eines Dominikanerklosters um, ein architektonisches Denkmal, das zwischen dem 15. und 18. Jahrhundert genutzt wurde.

## Fundus
Die Museumssammlung besteht aus mehr als 18.000 Objekten, darunter archäologische Funde, numismatische und ethnografische Gegenstände, Kunsthandwerk, Ikonen, Dokumente, Bücher in gebrochener Schrift und Fotomaterialien.

## Moderne Nutzung
Die Forscher des Museums nehmen an ethnografischen Konferenzen und archäologischen und ethnografischen Expeditionen teil, erforschen die Geschichte des Landes Wolhynien und unterrichten einheimische Schüler. Das Museum stellt auch die Werke einheimischer Künstler aus.
Das am internationalen Projekt „Via Regia“ beteiligte Museum kooperiert mit dem Wolhynischen Museum für Heimatkunde und dem Regionalen Museum für lokale Überlieferungen in Riwne, der Nationalen wissenschaftlichen Stefanyk-Bibliothek der Ukraine in Lwiw und dem Muzeum Zamoyskich (Polen).
Seit 2011 ist Wolodymyr Wolodymyrowytsch Stemkowskyj Direktor.